# أندرو بيلدون
أندرو بيلدون (بالإنجليزية: Andrew Baildon) (25 أغسطس 1971 – ) هو سباح، من أستراليا، مثّل بلاده في الألعاب الأولمبية الصيفية 1992، والألعاب الأولمبية الصيفية 1988.

## وصلات خارجية
- أندرو بيلدون على موقع الاتحاد الدولي للسباحة (الإنجليزية)
- أندرو بيلدون على موقع SwimRankings.net (الإنجليزية)
- أندرو بيلدون على موقع اللجنة الأولمبية الدولية (الإنجليزية)
- أندرو بيلدون على موقع أوليمبيديا (الإنجليزية)
- أندرو بيلدون على موقع اللجنة الأولمبية الأسترالية (الإنجليزية)
- أندرو بيلدون على موقع اتحاد ألعاب الكومنولث (مؤرشف) (الإنجليزية)